# 劉昆 (漢朝)
劉昆（前1世紀—57年），字桓公，陳留郡東昏縣（今河南省蘭考縣）人，梁孝王劉武後人。

## 生平

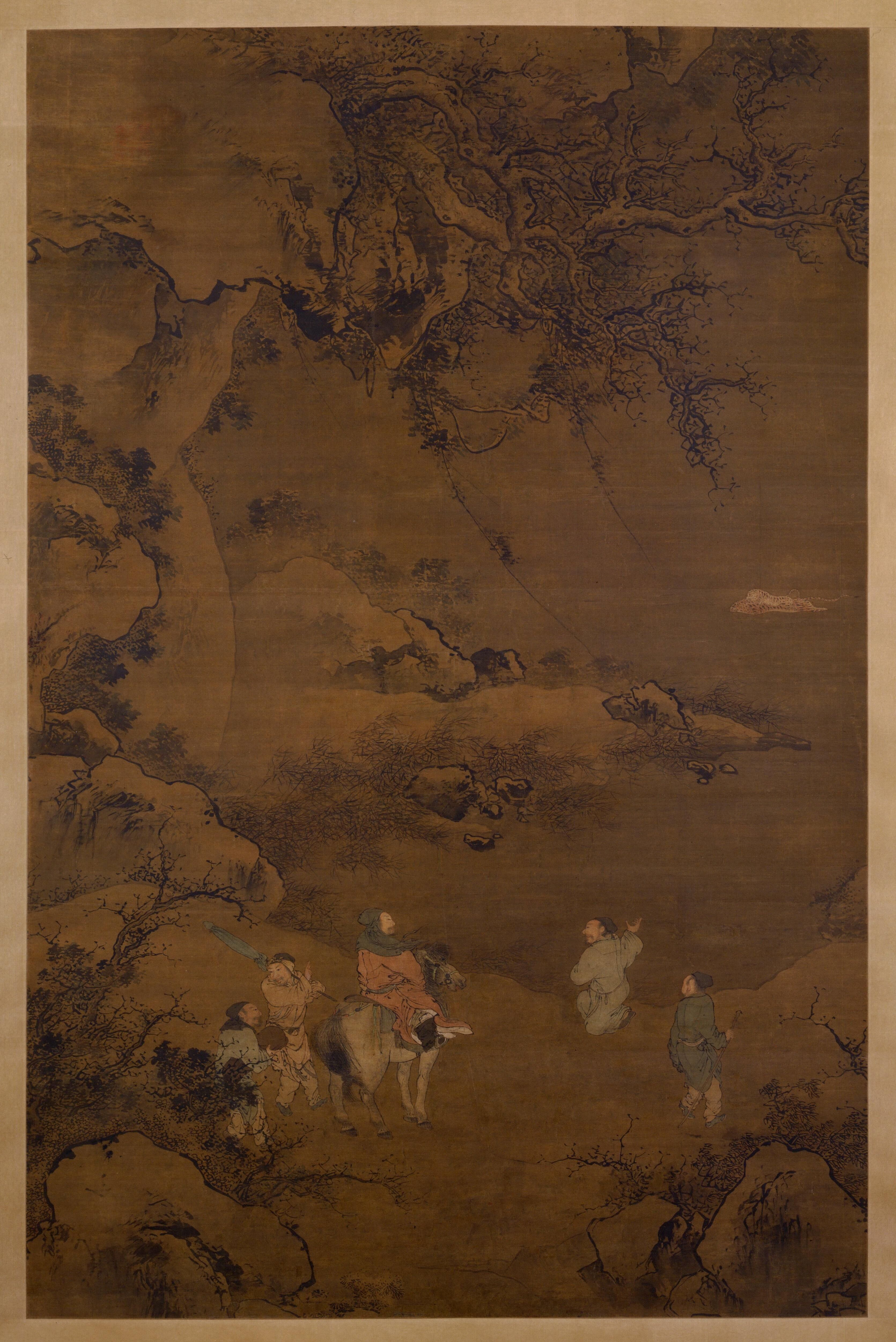
明朱端绘《弘农渡虎图》，画刘昆担任弘农太守时老虎带着幼崽渡河而去的故事

劉昆年輕時學習儀禮。漢平帝時，在沛人戴賓那學習施讐創立的施氏易學派著作《施氏易》，劉昆能彈雅琴，懂得清角之操。王莽時，教授學生多達五百多人。每當春秋便宴飲賓客並舉行射箭之禮，常準備典儀，用素木瓠葉為俎豆，行桑弧蓬矢之禮以勵志，以射則歌「菟首」詩以為節。每次行禮，縣長劉昆常率領吏屬觀看。王莽認為劉昆常常聚集眾徒，私行大禮，有冒犯朝廷之心，於是收監劉昆及其家屬。王莽兵敗後，劉昆和他的家屬得免。因天下大亂，劉昆到河南郡的負犢山中避難。
建武五年（公元29年），劉昆被舉為孝廉，劉昆沒有前往，反而逃到江陵縣教學生。劉秀聽聞此事，就任命劉昆為江陵令。當時江陵縣連年火災，劉昆經常向火叩頭，能降雨止風。後徵授議郎，升為侍中、弘農太守。先時崤、癉驛道有老虎為災，交通不便。劉昆為政三年，推行仁政，老虎們竟然背著小老虎過河離開。劉秀聽聞此事後，感到詫異。
建武二十二年（公元46年），劉昆被徵召代替杜林為光祿勳。詔問劉昆：「您以前在江陵，反風滅火，後來當上弘農太守，老虎北渡過河，到底是實施怎樣的德政導致這類事情的發生？」劉昆回答：「這只是偶然的巧合罷了。」左右的人都笑他樸實。劉秀感嘆地說：「這才是長者所說的話啊。」於是命人將此事記載於書冊。命他為皇太子及諸王小侯五十餘人的老師。
建武二十七年（公元51年），被任命為騎都尉。建武三十年（公元54年），因年邁請求回鄉，詔賜洛陽第舍，按千石的俸祿終身。中元二年（公元57年）逝世。

## 家庭

### 子
- 劉軼，字君文，歷任太子中庶子、宗正。

## 延伸阅读
[在维基数据编辑]
 《後漢書/卷79上》，出自范晔《後漢書》
 《東觀漢記》